# Северное сельское поселение (Александровский район)
Северное се́льское поселе́ние — муниципальное образование в Александровском районе Томской области Российской Федерации.
Административный центр — посёлок Северный.

## История
Статус и границы сельского поселения установлены Законом Томской области от 15 октября 2004 года № 227-ОЗ № 446-ОЗ О наделении статусом муниципального района, сельского поселения и установлении границ муниципальных образований на территории Александровского района.

## Население
| 2002 | 2010 | 2012 | 2013 | 2014 | 2015 | 2016 |
| ---- | ---- | ---- | ---- | ---- | ---- | ---- |
| 203  | ↘113 | ↘108 | ↘98  | ↘93  | ↘90  | ↘80  |
| 2017 | 2018 | 2019 | 2020 | 2021 |      |      |
| ↗84  | ↘81  | ↘76  | ↘71  | ↗102 |      |      |

## Состав сельского поселения
| № | Населённый пункт | Тип населённого пункта          | Население |
| - | ---------------- | ------------------------------- | --------- |
| 1 | Светлая Протока  | деревня                         | ↗23       |
| 2 | Северный         | посёлок, административный центр | ↗79       |